# 岡田依里
岡田 依里（おかだ えり、1958年3月25日 - ）は知財経営学者。専門は知財戦略経営（開発の戦略的方向性と学習組織を論点とし、知的財産を中核とする仕組の経営）。 神戸大学博士（経営学）（1999年）。

## 学歴
- 1984年 関西学院大学商学部卒業
- 1986年 神戸大学大学院経営学研究科博士前期課程修了
- 1988年 神戸大学大学院経営学研究科博士後期課程退学

## 職歴
- 1988年 横浜国立大学経営学部助手
- 1990年 横浜国立大学経営学部助教授
- 1999年 横浜国立大学大学院国際社会科学研究科助教授
- 2003年 横浜国立大学大学院国際社会科学研究科教授（2012年3月まで）
- 2012年 米国にて、Boston Cancer Policy Instituteを設立
- 2013 年 Harvard Library 客員研究員
- 2022 年 Adjunct Professor (Strategy), Keck Graduate Institute

## 受賞
- 日本ナレッジマネジメント学会研究奨励賞、2005年
- 知財功労賞（特許庁長官表彰）、2005年